# Центральная универсальная научная библиотека имени Н. А. Некрасова
Центральная универсальная научная библиотека имени Н. А. Некрасова (сокр. ЦУНБ им. Н. А. Некрасова; библиотека пользуется также брендом Некрасовка) — общедоступное научно-информационное учреждение культуры с многоотраслевым библиотечным фондом (свыше 1 млн единиц хранения более чем на 100 языках народов мира) и справочно-библиографическим аппаратом универсальной тематики.
Библиотека была основана в 1919 году на фондах частных коллекций как организующий и руководящий центр для всех библиотек Москвы. В соответствии с постановлением Совета Министров СССР от 5 декабря 1946 года № 2610 Центральной городской публичной библиотеке присвоено имя Н. А. Некрасова.
Приказом Комитета по культуре города Москвы от 24 августа 2006 года № 515 Центральная городская библиотека имени Некрасова переименована в ГБУК города Москвы «Центральную универсальную научную библиотеку имени Н. А. Некрасова».
Сегодня это главный научно-методический центр по библиотечному делу для государственных массовых библиотек столицы, который занимается ресурсным и информационным обеспечением деятельности публичных библиотек города. Здесь выпускался журнал «Вестник библиотек Москвы».
«Некрасовка» обладает эксклюзивной коллекцией малой печатной продукции, редкими книгами о Москве.
В библиотеке есть читальные залы для работы с различными видами документов, бесплатный Wi-Fi, крупнейший электронный каталог. Кроме того, библиотека им. Н. А. Некрасова является досуговым информационно-коммуникационным центром. По масштабам своей деятельности ЦУНБ им. Н. А. Некрасова относится к крупнейшим библиотекам России.

## История

### Библиотека А. А. Покровского
Библиотека основана в январе 1919 года; её организатор и первый директор — известный библиотековед, человек энциклопедических знаний А. А. Покровский. Библиотека стала методическим и организационным центром для всех библиотек Москвы, она носила тогда другое название — Центральная публичная библиотека г. Москвы и располагалась на Новой Басманной улице в обширных (бывших жилых) апартаментах юриста Рабиновича. В октябре 1925 года её переводят в здание на Арбате (ныне — ресторан «Прага»), в котором она находилась вплоть до 1955 года.
Здесь организуется справочно-библиографическое обслуживание читателей, открывается кабинет библиографии для оказания всесторонней помощи библиографам и библиотекарям, создан отдел рекомендательного каталога. С 1926 — библиотека возглавляет Методическое бюро объединения городских библиотек. Также оказывает всестороннюю помощь деревенским библиотекам Подмосковья. Все последующие годы, вплоть до середины 1941 года, характеризуются непрерывным ростом книжного фонда и количества читателей.
К 1941 году книжный фонд Библиотеки составил 193 599 экземпляров, а читателей — 43 899 человек.
В годы Великой Отечественной войны библиотека обслуживала фронтовиков, она стала центром формирования передвижных библиотек для фронта. Сотни бандеролей с библиотечными книгами уходили на адреса полевых почт.

### Центральная городская публичная библиотека им. Н. А. Некрасова
Большим событием для библиотеки явилось правительственное решение (1946) о присвоении Центральной городской публичной библиотеке, в связи с 125-летним юбилеем великого поэта-демократа, имени Н. А. Некрасова.
В 1955 году библиотека вновь переезжает. На этот раз в здание, которое является памятником архитектуры XVIII века — усадьбу А. С. Салтыковой, расположенную на Большой Бронной улице. С 1963 года библиотека впервые получает возможность широко раскрыть свои фонды.
В открытом доступе всё было организовано таким образом, чтобы читатель мог самостоятельно выбрать книгу, широко и с пользой для себя работать со справочно-библиографическим аппаратом, умел самостоятельно использовать тематическую библиографию. С этой целью в библиографическом отделе создается система каталогов и картотек. Книжный фонд библиотеки вырос до 600 тысяч единиц. Среди книг — литература на 36 иностранных языках. Из общего количества фонда 73,4 % составляла научная и научно-популярная литература.

### Центральная универсальная научная библиотека им. Н. А. Некрасова
В 1968 году на библиотеку возложена теоретическая и методическая разработка вопросов краеведения применительно к условиям крупного города. При отделе краеведения организован клуб «Москва», из которого выросло все краеведческое сообщество города. В этом же году библиотека принимает участие в работе проблемных комиссий министерств культуры СССР и РСФСР («Централизация сети библиотек») и становится базой для научно-исследовательской работы Московского государственного института культуры и Государственной библиотеки СССР им. В. И. Ленина.
К началу 1970-х годов библиотека располагает значительным фондом литературы по искусству. Этот фонд и дары московских коллекционеров позволили открыть специализированный отдел литературы по искусству и изобразительной продукции. В дальнейшем издания этого фонда влились в единый фонд библиотеки. В 1972 году, к 50-летию образования СССР, открыт отдел литературы на языках народов СССР.
В 2002 году библиотека переехала в новое здание по адресу: улица Бауманская, дом 58/25, строение 14. Официально зарегистрировав домен сайта www.nekrasovka.ru, библиотека приобрела своё представительство во всемирной паутине.
В 2004 году осуществлен первый экспериментальный этап по внедрению и использованию в ЦГПБ им. Н. А. Некрасова, а также в ряде московских публичных библиотек системы обслуживания по проекту «Единый читательский билет» посредством автоматизированной библиотечно-информационной системы OPAC-Global. Для совершенствования информационно-библиографического обслуживания пользователей внедрено дистанционное обслуживание пользователей через сайт библиотеки — «On-line справка».
В 2006 году приказом Департамента культуры города Москвы Центральная городская публичная библиотека им. Н. А. Некрасова переименована в Центральную универсальную научную библиотеку им. Н. А. Некрасова. В её штат были введены ставки научных сотрудников.
При библиотеке начинает работать отдел нестационарного дифференцированного обслуживания, в задачи которого входит обслуживание особых категорий пользователей: лиц с ограниченными возможностями по здоровью; ветеранов; граждан пожилого возраста; многодетных семей. Одновременно с этим отделом начинает функционировать Центр реставрации и консервации изданий, где проходят обучение люди с ограниченными возможностями, которым предоставляется работа на дому.
В 2010 году библиотека впервые приняла участие в акции «Бульвар искусств», приуроченной ко Дню Москвы.
В 2012 году ЦУНБ им. Н. А. Некрасова вошла в состав консорциума «БиблиоНочь» как полноправный соорганизатор, а также как координатор работы пресс-центра для связи On-line всех московских библиотек, принимавших участие в акции.
Библиотека является членом Международной ассоциации библиотек столичных городов (ИНТАМЕЛ), участвует в деятельности ряда международных организаций и профессиональных ассоциаций, в том числе ЮНЕСКО, Международной ассоциации столиц крупных городов (МАГ) и др. Регулярно участвует в конкурсе профессионального мастерства «Золотой формуляр». Содержательная деятельность библиотеки во многом определяется темами и датами года.
На сегодняшний день государственное бюджетное учреждение культуры г. Москвы «Центральная универсальная научная библиотека имени Н. А. Некрасова» является общедоступным культурно-просветительным и научно-информационным учреждением с многоотраслевым библиотечным фондом и справочно-библиографическим аппаратом универсальной тематики, организатором досуга и общения населения столичного мегаполиса, центром социально значимой информации.
Библиотечный фонд ЦУНБ им. Н. А. Некрасова в 2019 году составлял 1 117 399 экземпляров, из них:
- книги / печатные издания: 768 361 экз.
- журналы: 188 501 экз.
- газеты: 3 170 годовых комплектов
- микрофиши и микрофильмы: 138 199 экз.
- CD / DVD 19 168 экз.

фонд на иностранных языках и национальных языках народов России: 97 913 экз., из них:
- на национальных языках народов России: 66 510 экз.
- на иностранных: 31 403 экз.

По подписке библиотека получает в 2019 году: 117 названий журналов и 11 названия газет.
На конец 2018 года было зарегистрировано: пользователей — 13 515 человек, количество посещений — 201 827.
Библиотека ведёт электронный каталог и традиционные карточные каталоги.
В современной деятельности библиотека использует бренд «Некрасовка», образовав компактное название таким же образом, как в русском языке образуются стилистически сниженные, фамильярные синонимы официальных наименований; тем не менее, такое имя библиотеки звучит тепло и «по-домашнему», в отличие от содержащего аббревиатуры.

По данным мэрии, в 2018 году «Некрасовка» была на третьем месте по посещаемости в Москве. Но библиотека продолжает искать новые форматы повышения узнаваемости бренда и привлечения посетителей. С 2019 года «Некрасовка» выдает на дом не только книги, но и некоторые специально закупленные для этого настольные игры. 
«Самый главный навык для современной библиотеки — это уметь про себя рассказывать, чтобы люди сюда доходили», — говорит победитель конкурса «Лучший библиотекарь Москвы-2019» Никита Голованов, заведующий отделом пропаганды чтения и продвижения фондов библиотеки имени Н. А. Некрасова. 
Пользователям предоставляются услуги On-line, новые сервисы информационно-библиографического обслуживания в режиме реального времени и опции «обратный звонок», а также услуги с использованием службы электронной доставки документов в рамках Гражданского Кодекса РФ и межбиблиотечного абонемента; видео- и аудио-запросы и ответы через программу Skype. На всей территории библиотеки к услугам читателей был предоставлен WI-FI.
Библиотека продолжила работу по программе «Создание территориального страхового фонда документации г. Москвы», которая проводится совместно с московским научно-техническим центром «Регион» при правительстве Москвы. За последний год было оцифровано 750 книжных цветных страховых копий на документы коллекции редкого фонда.
В библиотеке организован доступ к удаленным электронным информационным ресурсам: правовым базам, универсальным базам периодических изданий, а также имеется доступ к открытым полнотекстовым Интернет-библиотекам научного, образовательного и справочного содержания, в читальном зале Медиатеки.
С 2013 года читатели получили возможность удаленного доступа к электронной библиотеке «КнигаФонд», где они могут скачивать тексты из электронного каталога «ЛитРес».
Проходящие в библиотеке конференции, совещания транслировались на портале «БиблиоГород» в режиме On-line до 2017 года. В рамках продвижения библиотечно-информационных услуг библиотека развивает социальное партнерство с высшими и средними учебными заведениями, ведет шефскую работу с детскими домами и интернатами, сотрудничает и является коллективным членом Международной академии интеграции науки и бизнеса.

## Фонд
Фонд литературы по искусству и изобразительной продукции включает книги по всем видам искусств, антикварные издания, фонд репродукций, коллекции промышленной графики, экслибрисов и филумении. В журнальном фонде, кроме текущей периодики, имеются зарубежные журналы по искусству XIX века и русские дореволюционные издания. Историческую и художественную ценность представляют: коллекция книжных знаков, насчитывающая 40 тыс. экслибрисов, выполненных известными художниками. Коллекция прикладной графики — этикетки, упаковки, ярлыки кондитерской, парфюмерной, консервной, табачной промышленности дореволюционной и советской России; коллекция филумении (50 альбомов), составляющая 120 тыс. единиц хранения и включающая известную мировую коллекцию спичечных этикеток коллекционера К. И. Жевержеева.
В фонде редких книг насчитывается 4,5 тыс. единиц хранения, в его состав входят такие издания, как: «Деяния Петра Великого» (1788—1796), прижизненное издание Н. М. Карамзина «История государства Российского» в 12 томах (1815—1829), собрания сочинений великих русских писателей, изданные в XIX веке, иллюстрированное издание поэмы Н. В. Гоголя «Похождения Чичикова, или Мертвые души» (1900), Энциклопедический словарь Брокгауза и Ефрона в 86 томах, «Всемирная история» Ф. Шлоссера в 6 томах (1868—1872), «История XIX века» Лависса и Рамбо (1905—1907), Полное собрание басен Лафонтена с рисунками Энжена Ламбера (1901) и др. Библиотека формирует фонд микрофишей на наиболее запрашиваемую литературу и периодику, что позволяет обеспечивать сохранность книжного фонда.
Библиотека имеет книжный фондом на 150 языках народов РФ, стран ближнего и дальнего зарубежья. В нём более 100 тысяч документов конца XIX — начала XXI века. В коллекции есть словари и учебники на популярных европейских языках, а также на редких — кхмерском, санскрите, крымскотатарском и др. Здесь можно найти собрание сочинений Джойса, «Всемирную полицейскую энциклопедию», эскимосские сказки, стихи персидского романтика Низами и многое другое — на языке оригинала.
Электронные ресурсы ЦУНБ им. Н. А. Некрасова формируются как часть единых распределенных информационных ресурсов публичных библиотек Москвы. Фонд Электронной библиотеки составляют издания на CD-ROM и другие мультимедийные ресурсы различной тематики. В их числе — электронные произведения классиков русской литературы; коллекции произведений мировой живописи различных эпох и стилей; издания, посвященные истории Москвы; интерактивные, мультимедийные курсы по информационным технологиям; уникальный энциклопедический ресурс «Медиатека Кирилла и Мефодия».

## Структура
В библиотеке более десятка отделов, в том числе отдел культурно-просветительских проектов и программ, отдел пропаганды чтения и продвижения фондов, отдел реставрации и консервации изданий.

### Филиалы
1. Пункт книговыдачи в ТРЦ «Океания». 121170, Москва, Кутузовский проспект, д. 57, ТРЦ «Океания», 4 этаж (м. «Славянский бульвар») Первая в России библиотечный пункт в торгово-развлекательном центре. Посетители ТРЦ могут записаться в библиотеку им. Н. А. Некрасова, взять книги домой, заказать или сдать книги из основного фонда библиотеки, ознакомиться с книжными новинками.
2. Пункт книговыдачи в ТЦ «Водный», Москва, Головинское шоссе, д. 5, ТЦ «Водный», 2 этаж (м. «Водный стадион»)
3. Типография, 127521, Москва, ул. Октябрьская, д. 58 (м. «Марьина Роща»)

В летней период работают две летние читальни:
1. Летняя читальня в саду имени Баумана[5]
2. «Место книги» — парк искусств «Музеон»[6]

## Проекты
Библиотека активно поддерживает движение буккроссинга и регулярно проводит акции обмена книг.
Проект «Электронекрасовка»
В 2017 году был запущен проект «Электронекрасовка» — новый сайт своих оцифрованных фондов библиотеки. На нем доступно более 20 000 оцифрованных книг, газет и журналов 1564—2001 годов.
Более сотни размещенных на сайте изданий являются особо редкими и ценными, в том числе, «Слово о полку Игореве» 1800 года, «Псалтирь с комментариями Мартина Лютера» 1610 года, «Деяния Петра Великого» 1790 года, «Правило пяти ордеров архитектуры» 1564 года.
Cейчас на сайте около 18 000 периодических изданий — это самая большая оцифрованная коллекция периодики в русском интернете, получившая вики-премию «Свободные знания» (2019).
В коллекции представлены журналы «Мир искусства» и «Новый Леф», архитектурные журналы «Зодчий» и «Строительство Москвы», фотожурналы «СССР на стройке», «Пролетарское фото», «Фотограф-любитель» Сергея Прокудина-Горского, а также иностранные, сатирические и театральные журналы разных лет и многое другое. В процессе оцифровки архив газеты «Вечерняя Москва» с 1934 по 1961 год.
На сайте регулярно появляются материалы, подготовленные на базе архива библиотеки имени Н. А. Некрасова — хроники, статьи, игры, тесты. Например, здесь можно прочитать о строительстве Шуховской башни, ознакомиться с путеводителем по революционной Москве 1917 года и манифестом агиттеатра «Синяя блуза».
Проект «Анкета о Некрасове»
В 1920-е годы Корней Чуковский, изучавший творчество Некрасова, составил и распространил среди писателей «анкету о Некрасове».

Известные поэты и писатели — Александр Блок, Максимилиан Волошин, Анна Ахматова, Зинаида Гиппиус, Николай Гумилёв, Евгений Замятин, Владимир Маяковский и другие — ответили на 10 вопросов: какие стихи Некрасова они считают лучшими, повлиял ли Некрасов на их собственное творчество, считают ли они его безнравственным человеком и т. д. 
1. Любите ли Вы стихотворенія Некрасова?
2. Какіе стихи Некрасова Вы считаете лучшими?
3. Какъ Вы относитесь къ стихотворной техникѣ Некрасова?
4. Не было ли въ Вашей жизни періода, когда его поэзія была для Васъ дороже поэзіи Пушкина?
5. Какъ относились Вы къ Некрасову въ дѣтствѣ?
6. Какъ относились Вы къ Некрасову въ юности?
7. Не оказалъ ли Некрасовъ вліянія на Ваше творчество?
8. Какъ Вы относитесь къ известному утвержденію Тургенева, что въ стихахъ Некрасова «поэзія и не ночевала»?
9. Каково Ваше мнъніе о народолюбіи Некрасова?

10. Какъ Вы относитесь къ распространенному мнънію, будто Некрасовъ былъ человѣкъ порочный и безнравственный?
"На каждого писателя, произведения которого живут в течение нескольких эпох, всякая новая эпоха накладывает новую сетку или решетку, которая закрывает в образе писателя всякий раз другие черты — и открывает иные…", — записал когда-то Чуковский в своем дневнике. Легко убедиться в верности этого суждения, если собрать воедино то, что писалось о Некрасове в разные годы, в разные эпохи.
Впервые такая анкета была проведена к 25-летней годовщине со дня смерти Н. А. Некрасова. Газета «Новости дня» разослала писателям и поэтам статью под названием «отжил ли Некрасов»? В статье говорилось: «…Для Некрасова в его поэзии наступает история. Нам показалось интересным сделать хоть слабую попытку заглянуть в приговор этой истории, угадать, какое место приготовила она ему, сулит ли бессмертие, или забвение. Был ли Некрасов „рыцарем на час“, говоря его же словом, или истинным поэтом? По крайней мере, как отвечает на это современность, в лице своих видных представителей?»
27 декабря 1902 года газета поместила свои вопросы и ответы на них. На вопросы газеты отозвались А. П. Чехов, П. Д. Боборыкин, Н. Н. Златовратский, Л. Н. Андреев, Н. М. Минский, И. А. Бунин, В. Я. Брюсов, С. А. Найденов, И. Е. Репин, А. А. Волынский. Приводим здесь некоторые из ответов на первую некрасовскую анкету.
В 1920-е годы Корней Чуковский составил и распространил среди писателей новую «анкету о Некрасове».
Ему ответили Н. Асеев, А. Ахматова, А. Блок, М. Волошин, М. Герасимов, З. Гиппиус, М. Горький, С. Городецкий, Н. Гумилёв, Е. Замятин, Вяч. Иванов. В. Кириллов, А. Крайский, М. Кузьмин, В. Маяковский, Д. Мережковский, Б. Пильняк, И. Репин, И. Садофьев, Ф. Сологуб и Н. Тихонов.
В 1986 году библиотека имени Н. А. Некрасова распространила новую анкету о Некрасове, которую составил В. Н. Леонович. Свои ответы прислали: Л. Аннинский, В. Берестов, С. Бирюков, Е. Благинина, К. Ваншенкин, Л. Вышеславский, А. Гелескул, Ю. Карабчиевский, В. Корнилов, М. Кудимова, А. Кушнер, В. Лакшин, С. Липкин, Ю. Мориц, Л. Озеров, Б. Окуджава, Л. Пантелеев, И. Петрова, И. Роднянская, Н. Рябинина, Д. Самойлов, Б. Сарнов, Б. Чичибабин, А. Чудаков, А. Юдахин.
Следуя традиции, заведенной Корнеем Чуковским в 1920-е годы, вместе с поэтом Сергеем Нещеретовым и журналистом Константином Воровичем были собраны ответы 28 современных поэтов, писателей и филологов, от Владимира Аристова до Мариэтты Чудаковой, на 10 вопросов о Некрасове.

## Издания библиотеки
Библиотека периодически издавала библиографические указатели к памятным общегосударственным датам и альбомы-каталоги, основанные на коллекциях редкого фонда библиотеки. Например, два альбома, составленные на материалах коллекции экслибрисов, — «Книжные знаки библиотек Императорского Дома Романовых» и «Книжные знаки библиотек участников Отечественной войны 1812 года» — удостоились почётных грамот Международной федерации экслибрисных обществ (FISAE), библиографический указатель «Иван Семёнович Ефимов (1878—1959)» победил в конкурсе РБА «Лучшая профессиональная книга года — 2013», библиографический указатель-справочник к 65-летию Победы «Забвению не подлежит: Великая Отечественная война на киноэкране и в художественной литературе» получил первое место на конкурсе профессионального мастерства «Золотой формуляр — 2010». За последние несколько лет было издано 8 тематических и 12 персональных библиографических указателя.
- «Вестник библиотек Москвы»

## Мероприятия
Ежегодно библиотека проводит более пятисот массовых социально-значимых мероприятий. Среди них: «Библионочь», «Ночь искусств», фестивали, различные презентации (выставки, книги), встречи городского литературного клуба «Некрасовские пятницы», демонстрационные показы, литературно-музыкальные вечера, встречи в формате «Живая библиотека». Является площадкой для проведения акций «Этнографический диктант», «Географический диктант», «Тотальный диктант».  В 2019—2021 годах проходили серии воркшопов по русскоязычной Википедии с ведущими Дмитрием Рожковым и Натальей Сенаторовой.